# Basaluzzo
Basaluzzo (piemontesisch Basaruss) ist eine Gemeinde in der italienischen Provinz Alessandria (AL), Region Piemont.

## Lage und Einwohner
Die Gemeinde Basaluzzo liegt rund 23 km südlich von der Provinzhauptstadt Alessandria und umfasst noch die Fraktion Sant’Antonio. Der Ort liegt auf einer Höhe von 149 m über dem Meeresspiegel nahe der Lemme, die kurz danach, noch auf ihrem Gemeindegebiet, in die Orba mündet. Das Gemeindegebiet umfasst eine Fläche von 15,2 km² und hat 2024 (Stand 31. Dezember 2023) Einwohner.
Die Nachbargemeinden sind Bosco Marengo, Capriata d’Orba, Francavilla Bisio, Fresonara, Novi Ligure, Pasturana und Predosa.

### Verkehrsanbindung
Die Staatsstraße 155 verläuft durch die Gemeinde und sie liegt an der Autostrada A26/A7, hat aber keinen direkten Anschluss an diese Autobahn. Der nächste Anschluss ist 7 km entfernt bei Novi Ligure. Ebenfalls in Novi Ligure hat sie Anschluss an die Bahnstrecke Turin–Genua. Basaluzzo wird von den Buslinien 63 Alessandria – Bosco Marengo – Novi bedient, die von der Firma ARFEA betrieben werden.

## Geschichte

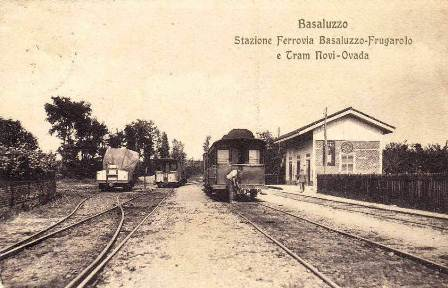
Der Bahnhof für Zug und Strassenbahn

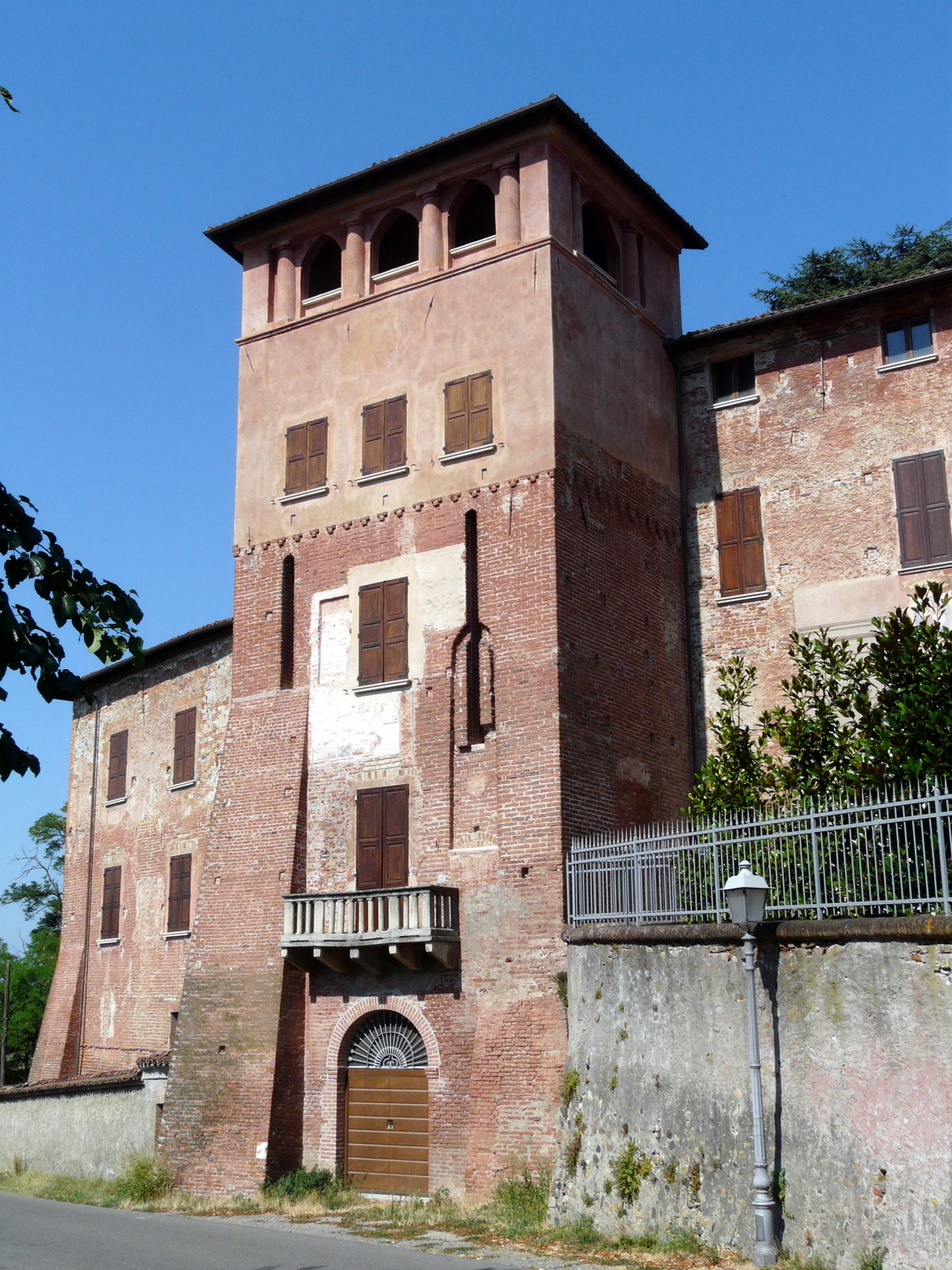
Das Schloss von Basaluzzo

Der Ortsname leitet sich von dem im Jahr 981 bezeugten Ortsnamen „Basiligucia“ ab, der wiederum von „Basilicucea“ abgeleitet ist. Diese Begriffe würden durch die Lage der Siedlung auf einem Hügel gerechtfertigt, der der Form einer Basilika ähneln würde.
Genau in dieser Zeit verlieh Kaiser Otto II. es dem Kloster San Salvatore di Pavia als Lehen. Im Jahr 1294 wurde es von der Gemeinde Alessandria gekauft, unter deren Gerichtsbarkeit es blieb, bis das Herzogtum Mailand es in Besitz nahm. Im Jahr 1653 wurde es von den Spaniern besetzt und im Jahr 1799 war es Schauplatz einer blutigen Schlacht zwischen der französischen Armee unter der Führung von General Moreau und der österreichisch-russischen unter dem Kommando von Suworow.
Nach dem Ende der französischen Herrschaft war es bis 1847 dem Königreich Sardinien. 1870 wurde sie zur Gemeinde.
Die 8,891 km lange Bahnstrecke Frugarolo – Basaluzzo und die 23,227 km lange Straßenbahnlinie Novi Ligure – Ovada, die beide von der Valle d'Orba-Bahn (FVO) betrieben wurden, sind nicht mehr in Betrieb. Die Bahnstrecke war von 1887 bis 1948 in Betrieb, während die Straßenbahn von 1881 bis zu ihrer Einstellung 1953 in Betrieb war.

## Sehenswürdigkeiten
- Das alte Schloss von Clarafuentes, das sich durch seinen massiven Turm auszeichnet.[3]
- Die Pfarrkirche Sant'Andrea aus dem 15. Jahrhundert im romanisch-gotischen Stil.

## Persönlichkeiten
- Carlo Avanzini (* 30. November 1817 in Meride; † 1881 in Basaluzzo) (Bürgerort Curio TI), Arzt[4]